# Bellator militaris
Bellator militaris är en fiskart som först beskrevs av Goode och Bean, 1896.  Bellator militaris ingår i släktet Bellator och familjen knotfiskar. Inga underarter finns listade.

## Bildgalleri

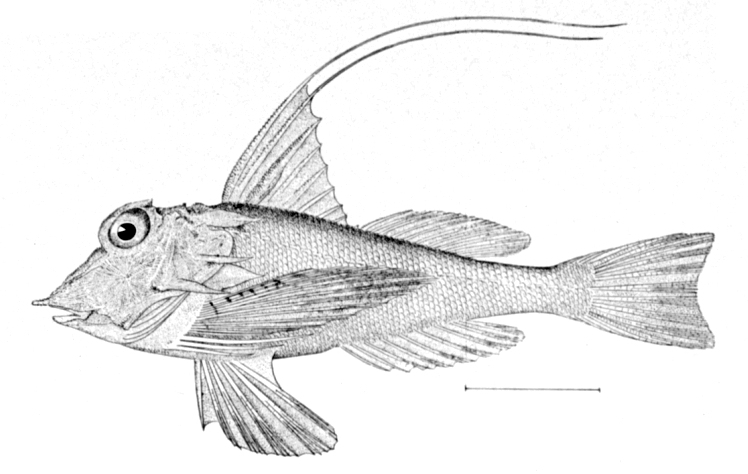
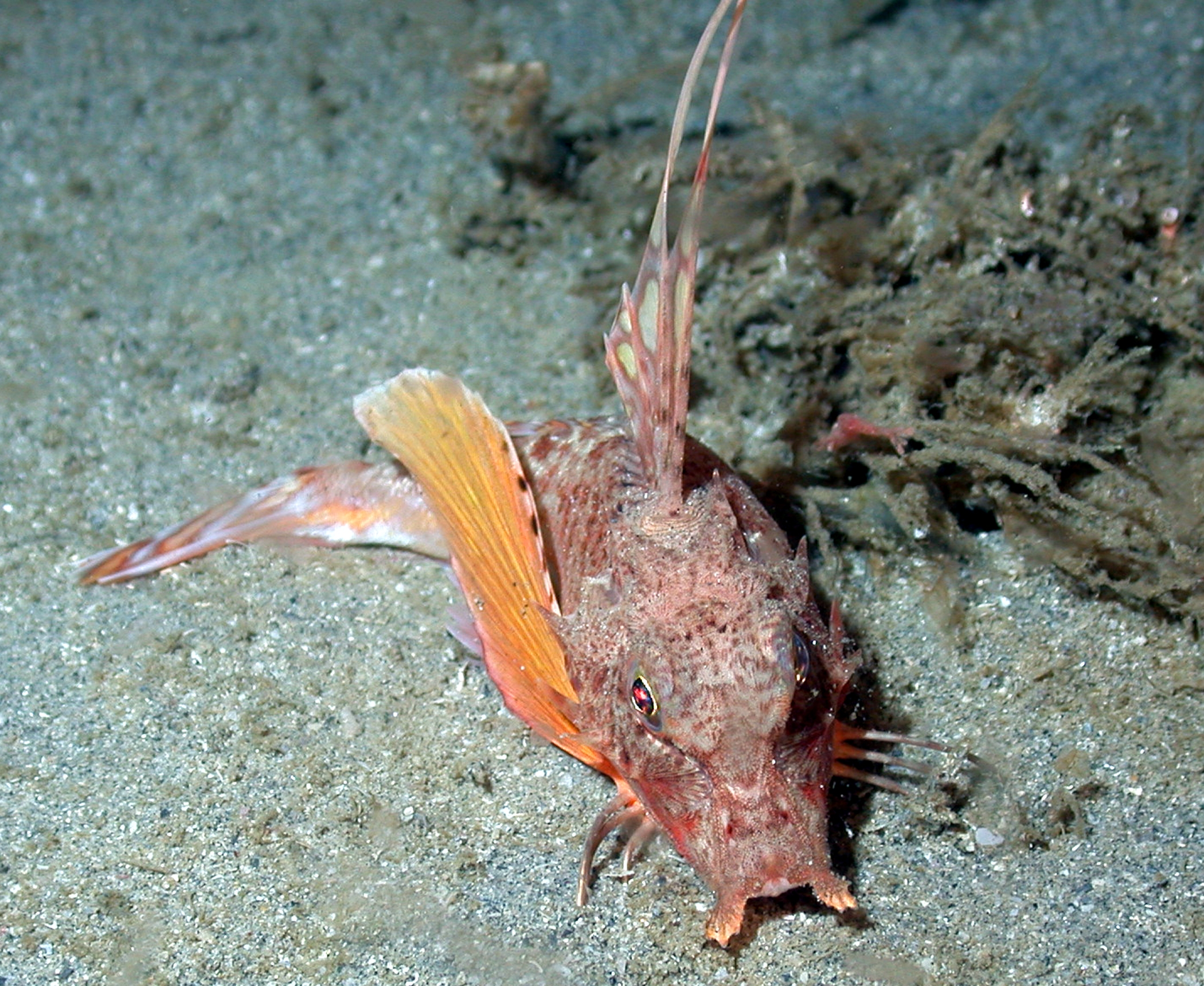